# Caleremaeus divisus
Caleremaeus divisus är en kvalsterart som beskrevs av Mihelcic 1952. Caleremaeus divisus ingår i släktet Caleremaeus och familjen Caleremaeidae. Inga underarter finns listade.